# Amastridium
Amastridium es un género de serpientes que pertenecen a la familia Dipsadidae. Sus especies se distribuyen por América Central y quizá Colombia.

## Taxonomía
Se reconocen las siguientes 2 especies:
- Amastridium sapperi (Werner, 1903)
- Amastridium veliferum Cope, 1860